# مثبات تقويمي
المثبات التقويمي
هو جهاز مصنوع بطريقة مخصصة لكل مريض، ويصنع من الأسلاك أو من البلاستيك الشفاف، وهو جهاز يثبت الأسنان في موقعها بعد العملية الجراحية أو أي عملية لتسوية الأسنان. وأكثر ما يستخدم في مرحلة ما قبل أو بعد تقويم الأسنان للاحتفاظ بالأسنان في موقعها أثناء القيام بالتعديلات على اللثة المحيطة والتغيرات في العظم. يلزم معظم المرضى بارتداء المثبات كل ليلة في البداية، والكثير منهم بلزمون بارتدائه أثناء النهار-على الأقل كبداية- وهناك أربعة أنواع من أجهزة المثبات التي توصف من قبل أطباء الأسنان وأطباء التقويم: هاولي، إيسكس، زيندورا، والمثبات الدائم (الثابت).

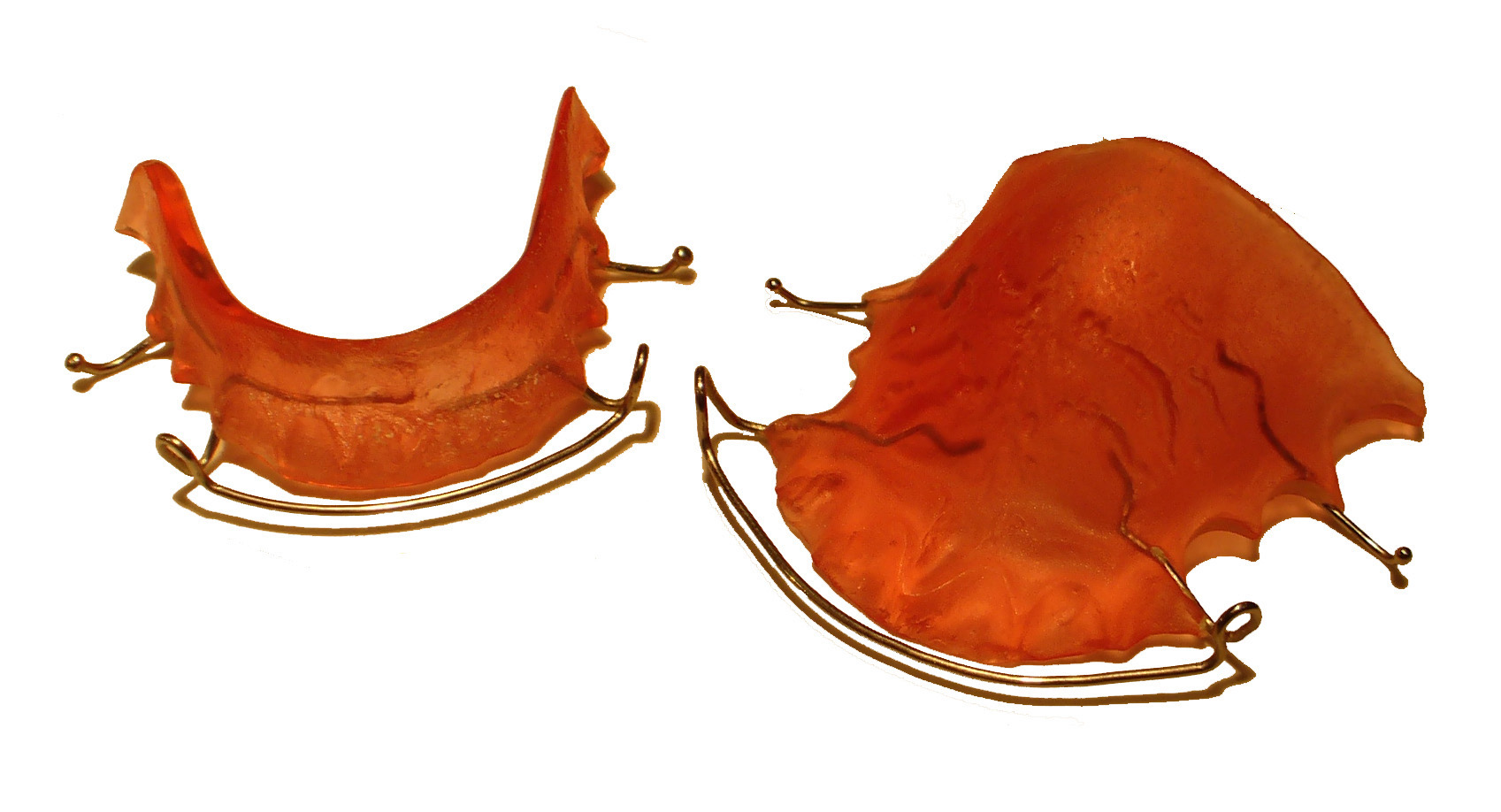
مثبات هاولي

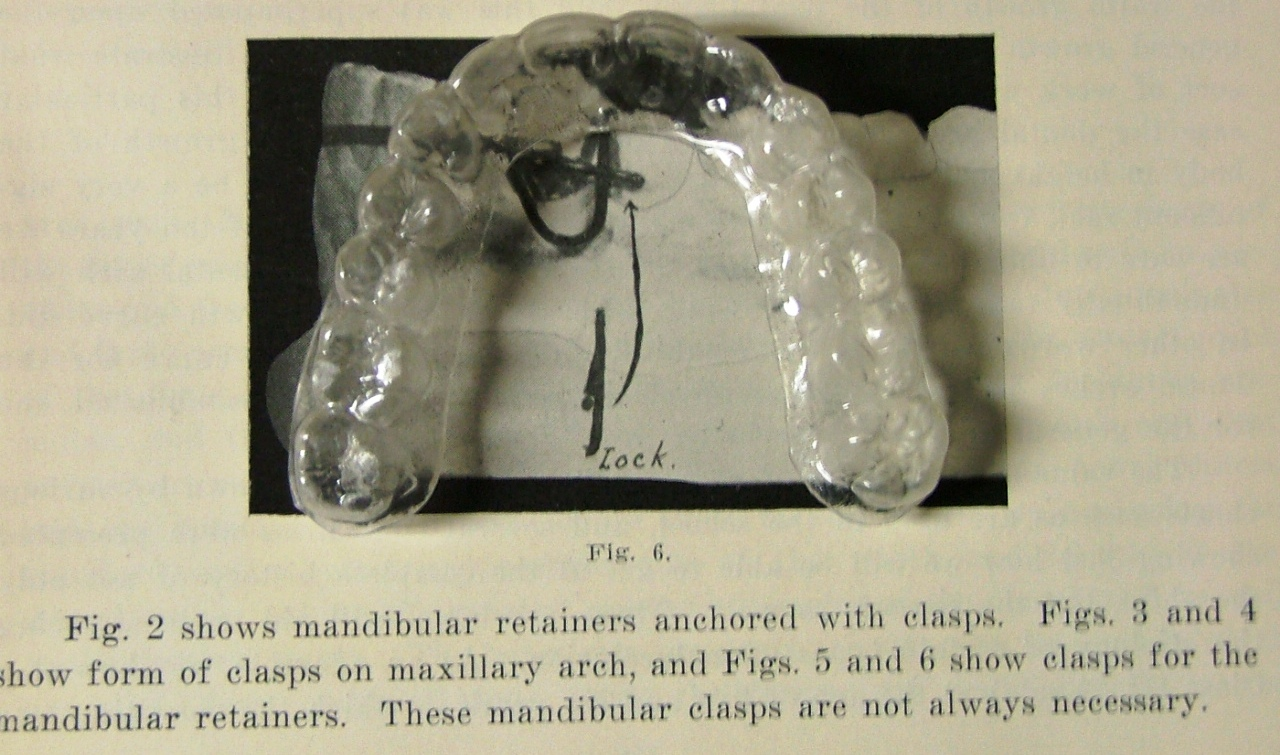
المثبات المصنوع بالفراغ (وهو في هذه الصورة للفك العلوي) والكلام في الخلفية عن مثبات هاولي في بداياته.

## مثبات هاولي
النوع الأكثر شيوعاً هو مثبات هاولي، ويتضمن سلكاً معدنياً يحيط بالأسنان الأمامية الستة ويبقيها في أماكنها. وسمي بهذا نسبة إلى مخترعه، الدكتور تشارلز هاولي. السلك الشفوي، أو قوس هاولي، يحوي عروتين من نوع أوميجا لتسهيل إمكانية التعديل على المثبات. وهو مثبت في قوس من الأكريل يستقر على الحنك (سقف الفم). ميزة هذا النوع من المثباتات هي أن الأسلاك المعدنية يمكن تعديلها لتناسب المرحلة النهائية للعلاج وتقوم ببعض الحركات البسيطة على الأسنان الأمامية عند الحاجة.
مؤخراً، طورت نسخة جديدة من مثبات هاولي بناحية جمالية أكثر. ولهذا، تم استبدال السلك المعدني الأمامي بسلك شفاف من مادة الASTICS. ويمكن التعديل على هذا المثبات تماماَ كمثبات هاولي التقليدي، وهي الخاصية التي لا يمتلكها المثبات المصنوع بالفراغ. والقوس الشفاف في هذا المثبات يسمى QCM, وتم تطويره للتخلص من منظر السلك المعدني على الجهة الشفوية من الفك. لكن الكسر المتكرر لهذا النوع حد من استخدامه للمرضى الأصغر سناً.
الوجه السفلي لمثبات هاولي للفك العلوي من النوع الملتف حول الأسنان، وهو مثبت على مجسم حالة تقويمية.

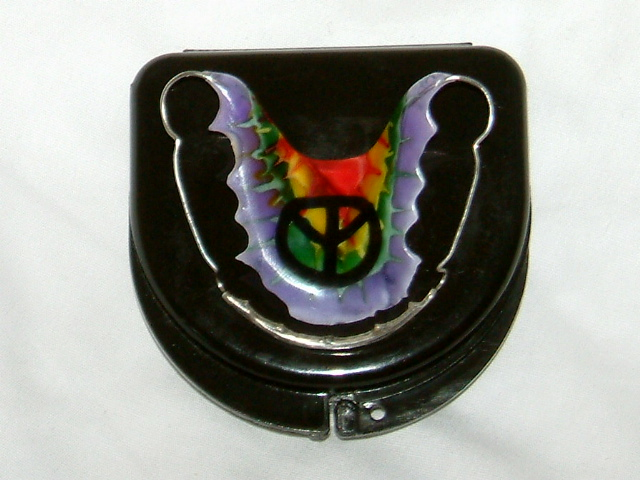
الوجه السفلي لمثبات هاولي للفك العلوي من النوع الملتف حول الأسنان, وهو مثبت على مجسم حالة تقويمية.

## المثبات المصنوع بالفراغ (إيسكس)
نوع شائع آخر هو المثبات المصنوع بالفراغ VFR. ويصنع من مادة البولي بروبيلين أو البولي فينيل كلورايد PVC, ويكون سمكه حوالي.020«أو 030.» عادة. والإيسكس (المخترع من قبل الدكتور جون شيريدان) والزيندورا هما اسمين تجاريين لهذا النوع من المثباتات. هذا المثبات الشفاف يستقر على كامل أسنان الفك أو من الناب الأيمن للناب الأيسر (والذي يسمى المثبات المطوق) ويصنع من مجسم الأسنان بعد العلاج. وهو يشبه إلى حد كبير شكل تقويم الإنفيزالاين، مع أن الأخير لا يعتبر «مثباتاً». وهذا المثبات يكون شفافاً ولا يرى عند وضعه. والVFR عند وضعه لمدة 24 ساعة في اليوم لا يسمح بالأسنان العلوية والسفلية بالارتطام ببعضها حيث أن البلاستيك يغطي السطح الإطباقي للأسنان. يشعر بعض أطباء التقويم بضرورة الإطباق بين الأسنان العلوية والسفلية للسماح بتسوية الأسنان بطريقة مرغوب بها. ويزال المثبات عند الأكل للسماح بالمضغ الطبيعي ولمنع كسر الVFR. كلفة الVFR أقل، وهو مرئي بصورة أقل، ولبسه أسهل من مثبات هاولي، لكن في حالة المرضى الذين يعانون من الأسنان يكون المثبات المصنوع بالفراغ معرضاً أكثر للكسر السريع والتدهور. وبخاصة إن كان مصنوعاً من الPVC, وهو مركب ذو سلسلة قصيرة ويمكن كسره أسرع من البولي بروبيلين الذي يحوي سلسلة طويلة.
ويأتي مع معظم المثباتات المتحركة علبة مخصصة للحفاظ عليه. خلال الأيام الأولى لإستخدام المثبات، يعاني معظم المرضى من اللعاب الزائد في الفم. وهو أمر طبيعي نتيجة لوجود جسم جديد داخل الفم وبهذا تحفز الغدد اللعابية بشكل أكبر. ويمكن أن يكون الكلام صعباً في بداية استخدام المثبات، لكن صعوبة الكلام هذه تذهب مع الوقت عند التعود على ارتدائه.
مادة الزيندورا للأجهزة السنيّة مع مثباتات شفافة مصنوعة بالحرارة.

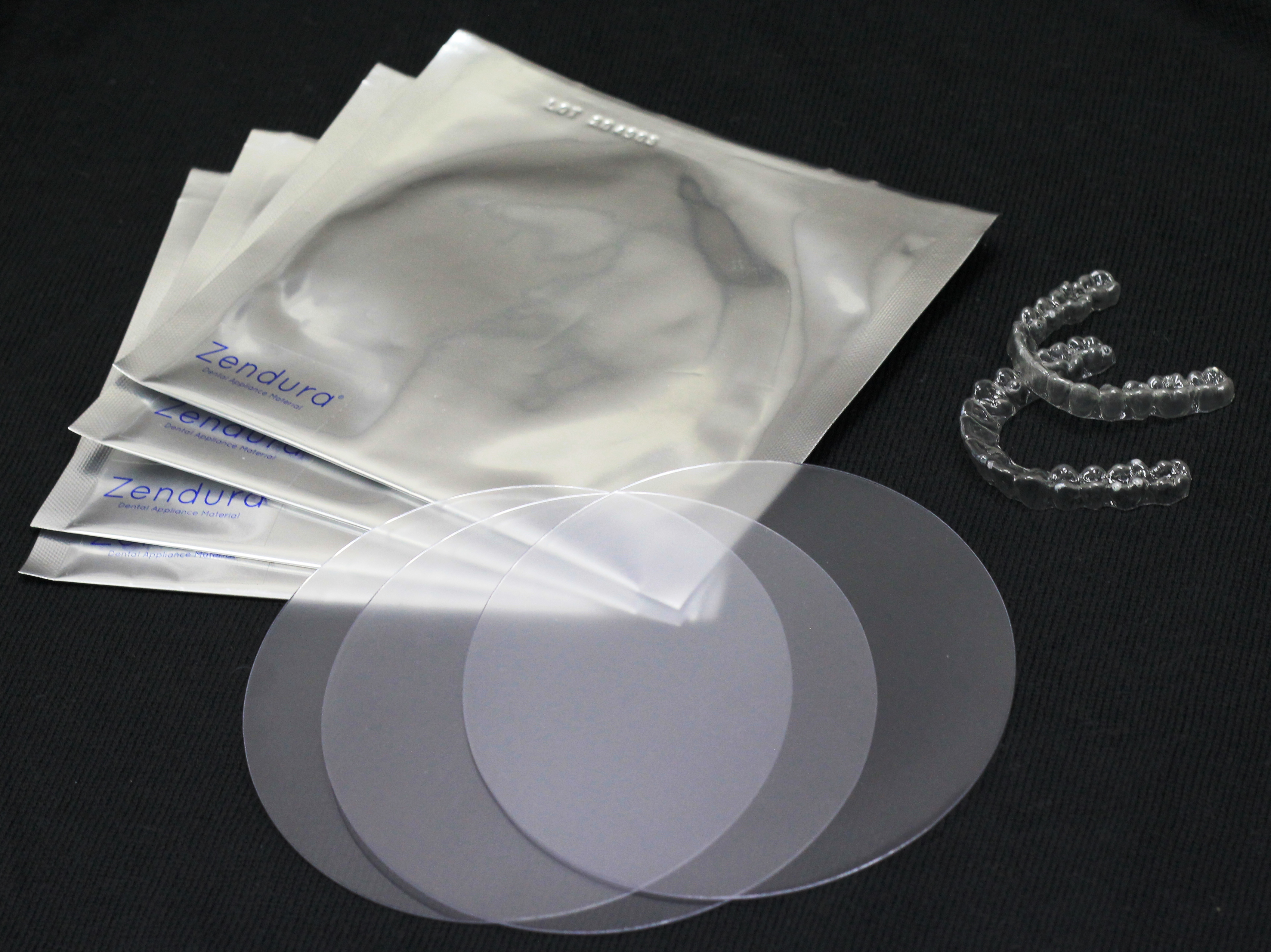
الزيندورا للأجهزة السنيّة مع مثباتات شفافة مصنوعة بالحرارة.

## المثباتات الدائمة (الثابتة)
نوع مختلف تماماً لمثباتات التقويم هو المثبات الدائم. والمثبات الدائم يتكون عادة من سلك غير مفعل يثبت على سطح السن المواجه للسان وعادةً –اعتماداً على عضة المريض- يثبت على الأسنان السفلية على القواطع. وبعكس ما تم ذكره من الأنواع السابقة، هذا النوع لا يمكن إزالته من قبل المريض. بعض الأطباء يصفون المثباتات الدائمة للمرضى بانتظام. وبخاصة عندما تكون العملية التقويمية قد أحدثت تغييرات كبيرة على العضة، وهناك احتمال كبير لعودة الأسنان على ما كانت عليه قبل العلاج. هذا المثبات يتطلب وضعه لمدة سنة بعد خلع ضرس العقل ولكنه في العادة يوضع مدى الحياة. قد يؤدي المثبات الدائم لحدوث التكلسات على الأسنان أو التهابات اللثة نتيجة لصعوبة استخدام الخيط السني عند وضع المثبات الدائم على السن. وكما في حالة التقويم، يجب على المرضى استخدام المخيط الذي يسهل إدخال الخيط السني لتنظيف ما بين الأسنان والمثبات.